# Чантуу
Чантуу, чанту (монг. Чантуу) — один из монгольских этносов, относящихся к ойратской группе. Потомки омонголившихся узбеков и уйгуров. Проживают в сомоне Буянт Кобдоского аймака Монголии.

## Этноним
Узбеков Кашгара и восточно-туркестанских уйгуров китайцы называют «чанту», что обычно переводили как «большеголовые» или «обвернутая голова», т. е. «чалмоносцы, ибо все кашгарлыки носят на голове чалмы». Этноним чанту также известен в форме чантоу. Калмыки носителей этнонима чанту называли «хотан».
М. Певцов, описывая оседлых чанту Бугура, Корлы и Карашара, заметил, что их также называют доланами. При этом доланы Синьцзяна представляют собой этническую группу уйгуров монгольского происхождения.
В дальнейшем название «чанту» сохранилось за переселенцами из Китая и стало именем уже ойратоязычного этноса, в настоящее время проживающего на западе Монголии.

## Расселение
В Монголии проживают носители следующих родовых фамилий: Чантуу, Чанту, Узбек, Уйгар. Большая часть носителей перечисленных фамилий традиционно проживает в аймаке Ховд. Кроме них также известны носители фамилий Уйгур, Уйгуржин, Уйгаржин.